# Christina Pluhar
Christina Pluhar (ur. 1965 w Grazu) – austriacka multiinstrumentalistka, specjalizująca się w muzyce barokowej, dyrygentka i założycielka zespołu L’Arpeggiata.

## Biografia
Pluhar uczyła się gry na gitarze w Grazu, następnie studiowała w Królewskim Konserwatorium Muzycznym w Hadze w klasie lutni Toyohiko Satoha. Studiowała też w Schola Cantorum Basiliensis w Bazylei (w klasie Hopkinsona Smitha), a także w Scuola Civica di Milano (w klasie Mary Galassi).
Wśród instrumentów, które opanowała są gitara barokowa, renesansowa lutnia, arcyluta, teorban i harfa barokowa.
Od 1992 mieszka w Paryżu. Występowała z takimi zespołami jak Concerto Köln, La Fenice, Les Musiciens du Louvre, La Grande Écurie et la Chambre du Roy. Z zespołem La Fenice zdobyła w 1992 pierwszą nagrodę na konkursie International Old Music Competition w Malmö.
Od 1993 Pluhar prowadziła zajęcia na Universität für Musik und darstellende Kunst w Grazu, a od 1999 uczyła harfy barokowej w Królewskim Konserwatorium Muzycznym w Hadze.
W 2000 założyła w Paryżu wokalno-instrumentalny zespół L’Arpeggiata, który zdobył popularność wykonując na oryginalnych instrumentach muzykę barokową, głównie włoską z XVIII wieku, wykorzystując jednak elementy jazzu, popu i folku.
Pluhar podkreśla, że muzyka epoki baroku, której zapis nie określa precyzyjnie np. rytmu, ozdobników czy barwy instrumentów daje dużą możliwość improwizacji. Dlatego nie uznaje swojej twórczości jako interpretacji muzyki dawnej, ale raczej jako formę muzyki współczesnej opartej na dawnym instrumentarium i tradycjach wykonawczych.